# Hrant Dink
Hrant Dink (nyugat-örményül: Հրանդ Տինք; Malatya, 1954. szeptember 15. – Isztambul, 2007. január 19.) török-örmény újságíró. Az 1982–83-as szezonban a Taksim SK labdarúgója volt.

## Meggyilkolása
A törökországi örmény újságíró, aki egyébként elismerte az örmény népirtást, gyakran kritizálta az elismertetést célzó mozgalmakat, mert hasztalannak tartotta őket. Életveszélyesen megfenyegették, amikor azt írta, hogy Atatürk fogadott lánya, Sabiha Gökçen örmény származású volt. Az újságírót 2007 januárjában egy nacionalista diák két pisztolylövéssel megölte. Temetésére rengetegen elmentek.